# Branntweinschale
Die Branntweinschale ist ein vor allem in Norddeutschland und den Niederlanden im 17. und 18. Jahrhundert verbreiteter Typ von Speisegefäßen aus Silber oder Zinn in Form einer handlichen Schale mit zwei Henkeln.

## Gebrauch
Die Branntweinschale diente zum Anbieten und Verzehr von gesüßtem und gewürztem Branntwein, der mit weiteren Zutaten „angedickt“ und als Branntwein-Suppe zubereitet wurde. Unter den Gästen etc. wurde die gefüllte Schale reihum gereicht, aus der dann jeder seinen Anteil an der „Branntwein-Speise“ löffelte.

„Ehe Kollegium aufs Rathaus gegangen, verunkostet für 2 Pfund Rosinen 14 Grote, für rheinischen Branntwein, Zucker und Muskat 20 Grote.“

Was sich hier ein Gremium führender Kaufleute aus eher unbedeutendem Anlass leistete, war in mittleren und unteren Schichten besonderen Gelegenheiten vorbehalten: Hochzeit, Wöchnerinnenbesuch, Kindtaufe und Beerdigung waren im 17. und 18. Jahrhundert Gelegenheiten, den Gästen gesüßten und gewürzten Branntwein anzubieten. Die Zutaten wechselten: Rosinenbranntwein war in Ostfriesland und Bremen üblich, an anderen Orten war Honigkuchen der feste Bestandteil der gelöffelten Speise. Teils wurde auch zusätzlich Sirup hinzugefügt. Die Zubereitung ist in Niedersachsen auch unter dem Namen „Kaltschale“ bekannt, unterscheidet sich aber durch ihren Alkoholgehalt von den unter der Bezeichnung Kaltschale in heutigen Kochbüchern beschriebenen süßen Suppen. Ursprünglich soll es die Sitte eines mit der Schale herumgereichten gemeinschaftlichen Löffels gegeben haben, später war es wohl, entsprechend den später auf dem Lande noch üblichen Sitten eher üblich, dass Festgäste ihre eigenen Löffel mitbrachten. Daher gibt es auch keine einheitlich stilisierten Schale-Löffel-Sets.

## Form
Um 1700 war es noch weit verbreitet, Getränke und breiartige Speisen aus einer gemeinsamen Schüssel zu sich zu nehmen. So erklärt sich die eigentümliche Form der durch die beiden Henkel besonders handlichen und zum Weiterreichen geeigneten Schalen. Ein älterer, in der Mitte des 17. Jahrhunderts in den Niederlanden entstandener Typ war rund, hatte eine steile Wandung, waagerechte Henkel und einen Fußring. Spätere Silberschalen sind flacher, eher oval, ruhen auf drei oder vier Kugelfüßchen und haben S-förmig geschweifte, senkrecht gestellte Henkel. Branntweinschalen aus Zinn, auf dem Lande bis weit ins 19. Jahrhundert in Gebrauch, waren rund und behielten durchweg die horizontalen, flachen Griffe bei.
Mit Deckel versehene Branntweinschalen sind selten anzutreffen. Sie bilden den Übergang zu dem im gleichen Zeitraum verbreiteten Typ der Wöchnerinnenschüssel, einer kleinen Terrine, deren mit Füßchen ausgestattetes Oberteil abgenommen, umgedreht und als Teller verwendet werden konnte.
Als in bürgerlichen Familien das Löffeln von Branntwein aus der Mode kam, für Haustaufen aber weiterhin ein geeignetes, repräsentatives Gefäß gebraucht wurde, wurden dazu häufig silberne Branntweinschalen umgewidmet. So vollzog sich an diesem Formtyp ein so gründlicher Funktionswandel, dass gegen Ende des 18. Jahrhunderts sogar für ausdrücklich als Taufgeschirr angefertigte Gefäße die traditionelle Branntweinschalenform übernommen wurde. Noch 1894 bot die Bremer Silberwarenfabrik Koch & Bergfeld eine Taufschale dieses Typs an.